# AirRobot AR 100-B

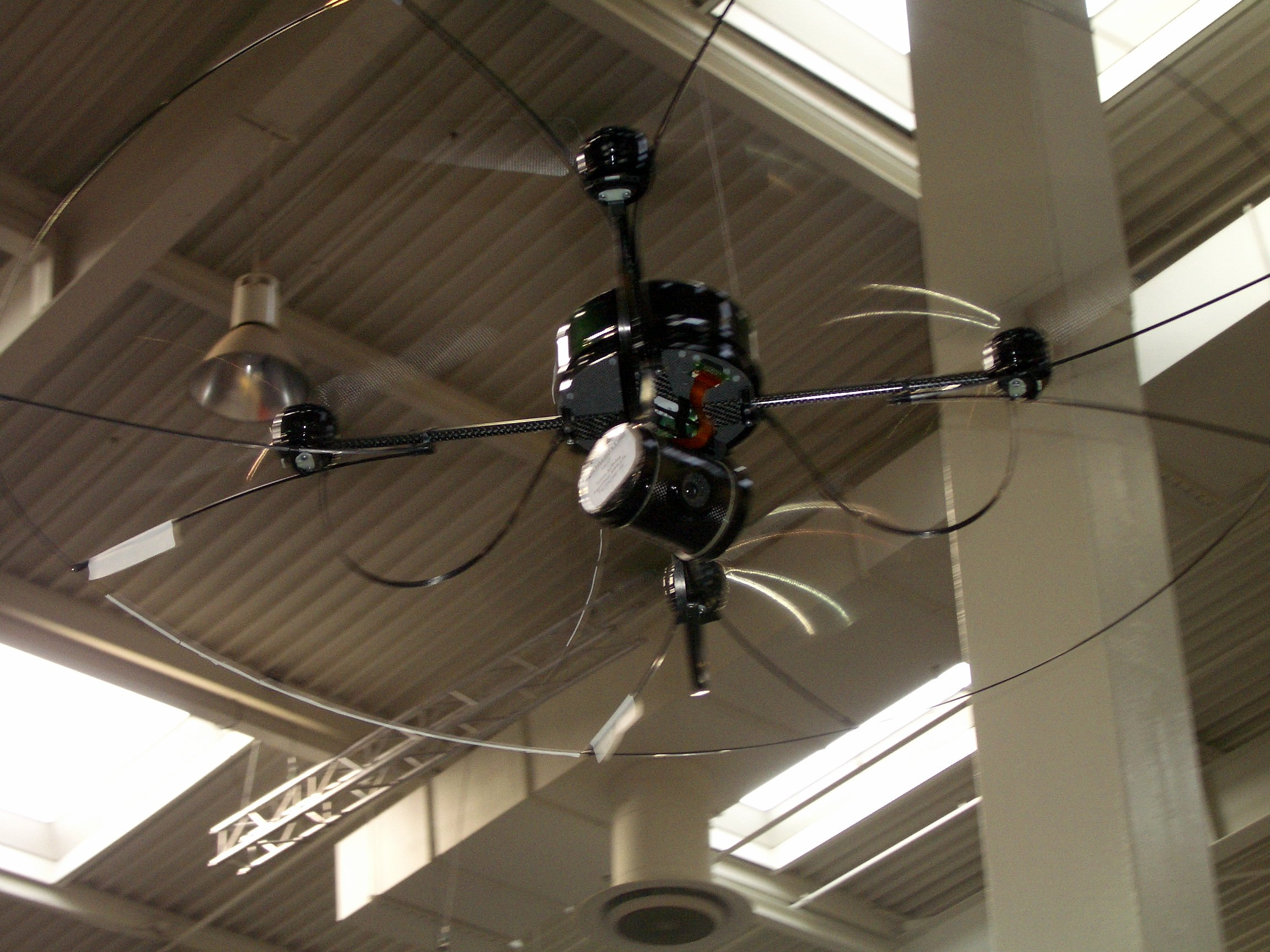
AirRobot AR 100-B im Flug

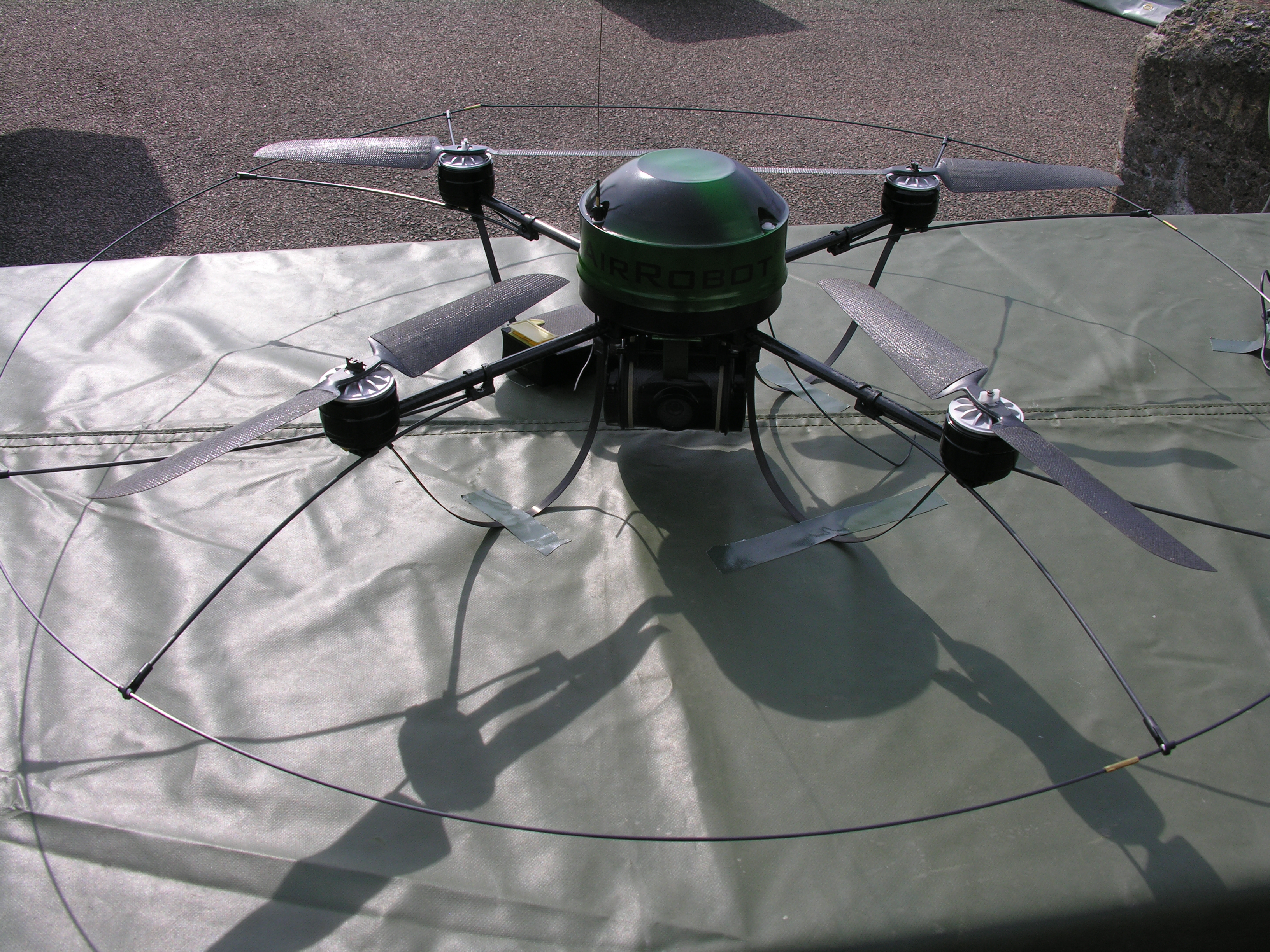
AirRobot AR-100B

Der AirRobot AR 100-B ist eine Mikroaufklärungsdrohne des deutschen Herstellers AirRobot mit Sitz in Arnsberg.

## Beschreibung
Der AirRobot AR 100-B ist ein mit Elektromotoren angetriebener Quadrocopter mit einem Durchmesser von einem Meter. Die Mikrodrohne kann mit unterschiedlichen Sensoren als Nutzlast ausgestattet werden.
Das System ist für Einsätze in bebautem oder schwer zugänglichem Gelände geeignet. Sein Aufgabenspektrum umfasst sowohl militärische als auch zivile Aufgaben, zum Beispiel bei Polizei oder Feuerwehr.
Die Drohne kann von einem Bodensegment aus durch einen einzelnen Bediener gehandhabt und eingesetzt werden. Die Flugsteuerung erfolgt unter Zuhilfenahme eines PCs oder einer Videobrille. Die Schwebeposition kann autonom durch GPS- oder optische Fixierung gehalten werden.

## Sensoren
Verfügbare Sensoren sind:
- eine Video-Farbkamera für Tageslicht-Einsätze
- eine Schwarz-Weiß-Videokamera mit hoher Lichtempfindlichkeit für Missionen bei Nacht oder in schlechten Lichtverhältnissen, die durch Infrarot-LED unterstützt wird
- eine Wärmebildkamera
- eine 10MP Digitalkamera.

## Mikado
Bei der Bundeswehr wird der AirRobot AR 100-B als „Mikado (Mikroaufklärungsdrohne für den Ortsbereich)“ bezeichnet. Bis Juni 2014 wurden insgesamt 168 Aufklärungsdrohnen geliefert, von denen sich zu diesem Zeitpunkt 163 Drohnen im „nutzbaren Bestand“ der Bundeswehr befanden. Insgesamt gingen bis Juni 2014 fünf Fluggeräte verloren, von den zwei durch Absturz zerstört wurden und drei als vermisst galten. 2012 kam sie innerhalb Deutschlands 2436-mal zum Einsatz.
Anfang 2010 wurde die Drohne im australischen Outback getestet, um ihre Wüstentauglichkeit, besonders im Hinblick auf die aktuellen Einsatzszenarien der Bundeswehr, zu testen. Dabei wurde eine generelle Einsatzbereitschaft festgestellt. Mikado wird seit 2011 in Afghanistan und im Kosovo (KFOR) operationell eingesetzt. Von 2011 bis Juni 2019 nutzte die Bundeswehr das System mit knapp 4.380 Flugstunden.

## Technische Daten
| Technik            | Angabe                                                              |
| ------------------ | ------------------------------------------------------------------- |
| Verwendung         | Aufklärung und Überwachung im urbanen Umfeld                        |
| Stückpreis (2014): | 93.180 Euro                                                         |
| Reichweite         | - 500 m bei analogem Videosignal - 1000 m bei digitalem Videosignal |
| max. Flughöhe      | 1000 m                                                              |
| Flugdauer          | < 30 min                                                            |
| Antrieb            | Elektromotor                                                        |
| Abmessung          | ca. 1 m                                                             |
| Eigengewicht       | < 1 kg                                                              |
| Nutzlast           | ca. 200 g                                                           |